# Кисина, Юлия Дмитриевна
Юлия Дмитриевна Кисина (род. 1966, Киев) — немецкая художница и русскоязычная писательница.

## Биография
Закончила специализированную художественную школу в Киеве (РХСШ). Училась на сценарном факультете ВГИКа, в Школе-студии МХАТ и в Академии изящных искусств в Мюнхене.
С конца 1980 годов участвовала в неофициальной художественной и литературной жизни Москвы и Ленинграда, была близка к кругу московского концептуализма, публиковалась в самиздате (в частности, в «Митином журнале» и в журнале «Место печати»). 
С 1990 года живёт в Германии, где получила известность как художница и писательница. Как художница была удостоена стипендии Фонда имени Юргена Понто. Начиная с 2000 года провела ряд художественных акций, в том числе перформанс «Божественная охота» (экскурсия для овец в музее Современного искусства во Франкфурте-на-Майне). 
В 2003 году была инициатором международного фестиваля «Искусство и преступление» в театре «Хеббель» в Берлине, организовав «Неудавшееся похищение композитора Штокхаузена» и учредив «электронного священника», который отпускал грехи по телефону. Во время фестиваля художница «заключила в тюрьму» известных деятелей культуры из России и Германии, в том числе писателя Владимира Сорокина. В 2006 году Кисина основала «Клуб мёртвых художников», в рамках которого проводила спиритические сеансы с такими классиками, как Марсель Дюшан и Казимир Малевич.
Дважды была удостоена литературной стипендии Берлинского Сената. Несколько её романов вышли в издательстве «Зуркамп». Кисина — составитель антологии прозы третьей волны русского авангарда «Revolution Nuar», также опубликованной в издательстве «Зуркамп».
Живёт и работает в Берлине и в Нью-Йорке.

## Участие в творческих и общественных организациях
- Член Содружества русскоязычных литераторов Германии (СЛоГ) (с 2024)[4]

## Литературные публикации
Книги
- Полёт голубки над грязью фобии. – М.: Obscuri viri, 1993
- Детство дьявола. – М.: Obscuri viri, 1993
- Простые желания. – СПб.: Алетейя, 2001, ISBN 5-89329-372-X, (Номинация на Премию Андрея Белого)
- Тарантино отдыхает / сборник рассказов. – Берлин: Aufbau, 2005, нем. яз. ISBN 3-351-03047-9
- Милин и магический карандаш / приключенческий роман для детей. – Berlin/Bloomsbury, Берлин-Лондон, 2005 нем. яз ISBN 3-8270-5035-9
- Улыбка топора / сборник рассказов. – Тверь: Kolonna publications, 2007
- Общество мертвых художников. – М.: Библиотека московского концептуализма Германа Титова, Вологда, 2011
- Весна на луне / роман. – СПб.: Азбука, 2012, ISBN 978-5-389-03189-0;  Suhrkamp, Берлин 2013, нем. яз. ISBN 978-3-518-42363-9.
- Элефантина или Кораблекрушенция Достоевцева. – Берлин: Suhrkamp, 2016, нем. яз. ISBN 9783518425329
- Элефантина. Запрещенный андеграунд. – М.: Эксмо, 2018[5]. ISBN 978-5-04-092150-8
- Бубуш. – М.: АСТ, 2021, ISBN 978-5-17-138158-5

Антологии
- Русские цветы зла (Антология русской прозы конца XX века) Сост. Виктор Ерофеев. – М.: Эксмо-Пресс, 1997, переизд. 2002 и 2004
- Ruské kvety zla. – Belimex, Братислава, 2001
- Русский рассказ XX века Сост. Владимир Сорокин. – М.: Захаров, 2005, ISBN 5-8159-0534-8
- Современная русская проза. 22 рассказа. – М.: Захаров, 2003, ISBN 5-8159-0302-7
- Les fleurs du mal : une révolution littéraire dans la nouvelle Russie. – A. Michel, Париж, 1997, фр. яз.
- I fiori del male russi. – Voland, Рим, 2001, ит. яз.
- Rußland. 21 neue Erzähler. – DTV, 2003, нем. яз.
- Il casualitico (Фернанду Пессоа, Амели Нотомб, Ренцо Парис, Франко Пурини, Юлия Кисина). – Voland, Рим, 2003, ит. яз.
- Tema lesarva, антология. – Gabo, Будапешт, 2005, венгр. яз.
- Cuentos rusos. – Siruela, Мадрид, 2006, исп. яз.
- A Thousand Poets, One Language. – Фонд шейха Мохаммеда Рашида Аль Мактума, Дубай, 2009, араб. и англ. яз.
- Revolution Noir: Autoren der russischen »neuen Welle«. – Suhrkamp, Berlin 2017

## Фотография и перформанс (публикации)
- Julia Kissina «Toys» «Revolver», Stuttgart, 2000, ISBN 3-934823-01-7
- Julia Kissina «When Shadows Cast People», «Peperoni books», 2010, ISBN 978-3-941825-09-3
- Julia Kissina «DEAD ARTISTS SOCIETY», «Verlag für moderne Kunst Nürnberg», 2010,  ISBN 978-3-869841-46-5
- Юлия Кисина "Общество мертвых художников" в  "Библиотеке московского концептуализма" Германа Титова

## Персональные выставки в России за последние 10 лет
- 2010 — «Тени отбрасывают людей». Галерея «Победа», Москва[6].